# Academia de Arte Frumoase Jan Matejko
Academia de Arte Frumoase „Jan Matejko”  sau Academia de Arte Frumoase din Cracovia (poloneză Akademia Sztuk Pięknych W Krakowie im Jana Matejki, prescurtat ASP) este o instituție publică de învățământ superior situat în centrul Cracoviei, Polonia. Acest institut de învățământ este înființat în anul 1818, el fiind cea mai veche academie poloneză de arte frumoase, academie care și-a câștigat autonomia în anul 1873. ASP este o universitate de stat care oferă programe de masterat. Începând din anul 2007, Academia a avut în structura sa 94 de profesori și profesori asistenți, precum și 147 de doctoranzi. 

## Istorie
Academia de Arte Frumoase (ASP) a fost inițial o anexă a Departamentului de Literatură al Universității Jagiellonian care se numea în perioada 1818 – 1873 „Școala de Desen și Pictură” (Szkoła Rysunku i Malarstwa). Printre profesorii inițiali au fost pictorul neoclasicist Antoni Brodowski și pictorul Franciszek Ksawery Lampi, cei mai notabili absolvenți fiind Wojciech Korneli Stattler (profesorul lui Jan Matejko) și Piotr Michalowski.
ASP și-a câștigat statul de instituție de învățământ superior independentă în anușl 1873 fiind numită Școala de Arte Frumoase din Cracovia („Szkoła Sztuk Pięknych”). Primul presedinte al Academiei a fost pictorul Jan Matejko care și-a format echipa cu artiști de seamă, cum ar fi cel mai importat peisagist al Poloniei secolului al XIX-lea, Jan Nepomucen Głowacki, precum Florian Stanisław Cynk, Aleksander Gryglewski și Leopold Loeffler , membru al Academiei de Arte Plastice din Viena. După moartea lui Matejko din 1893, Julian Falat a devenit al doilea președinte ales al Academiei, în anul 1895, funcție pe care o deține până în anul 1909. Falat a dat Academiei de Arte Frumoase o nouă direcție prin angajarea de noi instructori de artă acomodați cu filozofiile de artă contemporană din vest și pictori cum ar fi: Teodor Axentowicz, Jacek Malczewski (tatăl simbolismului polonez), Jan Stanisławski, Leon Wyczółkowski, Konstanty Laszczka, Józef Mehoffer, Stanisław Wyspiański, Wojciech Weiss și Józef Pankiewicz.
Clădirea principală a Academiei este construită în stil neoclasic, după proiectul arhitectului Maciej Moraczewski în anul 1879, în actuala Piață Matejko.  În anul 1979, la 100 de ani de la fondarea sa, Academia de Arte Frumoase din Cracovia a luat numele primului director al său, Jan Matejko. În anul 2008 Academia s-a afiliat Academiei Icograda (the International Council of Graphic Design Associations) devenind primul membru al acestei organizații, în Polonia.

## Facultăți
- Facultatea de Pictură 
  - Departamentul de Pictura
  - Departamentul de Desen

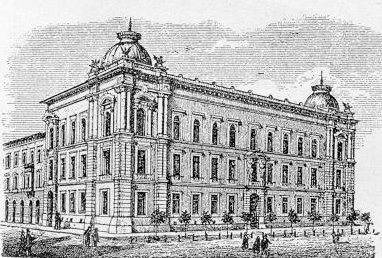
Imagine din secolul al XIX-lea a Academiei de Arte Frumoase

  - Departamentul de specializări suplimentare
  - Departamentul de proiectare
- Facultatea de Sculptura 
  - Departamentul de Sculptura (I, II)
  - Departamentul de Desen
  - Departamentul de Arhitectura, Sculptura design
- Facultatea de Design Interior
- Facultatea de Design Industrial
- Facultatea de Arte Grafice 
  - Departamentul de arte grafice
  - Departamentul de Grafic Design
  - Departamentul de desen și pictură
- Facultatea de conservare a Artei
  - Departamentul interdisciplinar de Istoria Artei

## Absolvenți celebri
| - Teodor Axentowicz - Bolesław Bałzukiewicz - Stanisław Batowski Kaczor - Tadeusz Brzozowski - Edmund Cieczkiewicz - Witold Damasiewicz - Eugeniusz Eibisch - Julian Fałat - Józef Gaczyński - Eugeniusz Gerlach - Małgorzata Górnisiewicz - Józef Grein - Mieczysław Janikowski - Jadwiga Janus - Włodzimierz Kamiński - Tadeusz Kantor - Krzysztof Kiwerski - Jerzy Kucia | - Emil Krcha - Władysław Łuszczkiewicz - Antoni Madeyski - Tadeusz Makowski - Jacek Malczewski - Aleksander Małecki - Adam Marczyński - Józef Mehoffer - Henryk Minkiewicz - Igor Mitoraj - Kazimierz Młodzianowski - Tymon Niesiołowski - Jerzy Nowosielski - Stanisław Kazimierz Ostrowski - Józef Pankiewicz - Fryderyk Pautsch - Ignacy Pieńkowski - Zbigniew Pronaszko | - Witold Pruszkowski - Zbigniew Rabsztyn - Stanisław Rodziński - Zygmunt Rozwadowski - Wilhelm Sasnal - Kazimierz Sichulski - Jonasz Stern - Adam Studziński - Dariusz Słota - Edward Śmigły-Rydz - Balbina Świtycz-Widacka - Andrzej Wajda - Elżbieta Wasiuczyńska - Wojciech Weiss - Witold Wojtkiewicz - Leon Wyczółkowski - Stanisław Wyspiański - Mariusz Zaruski |

### Profesori și absolvenți

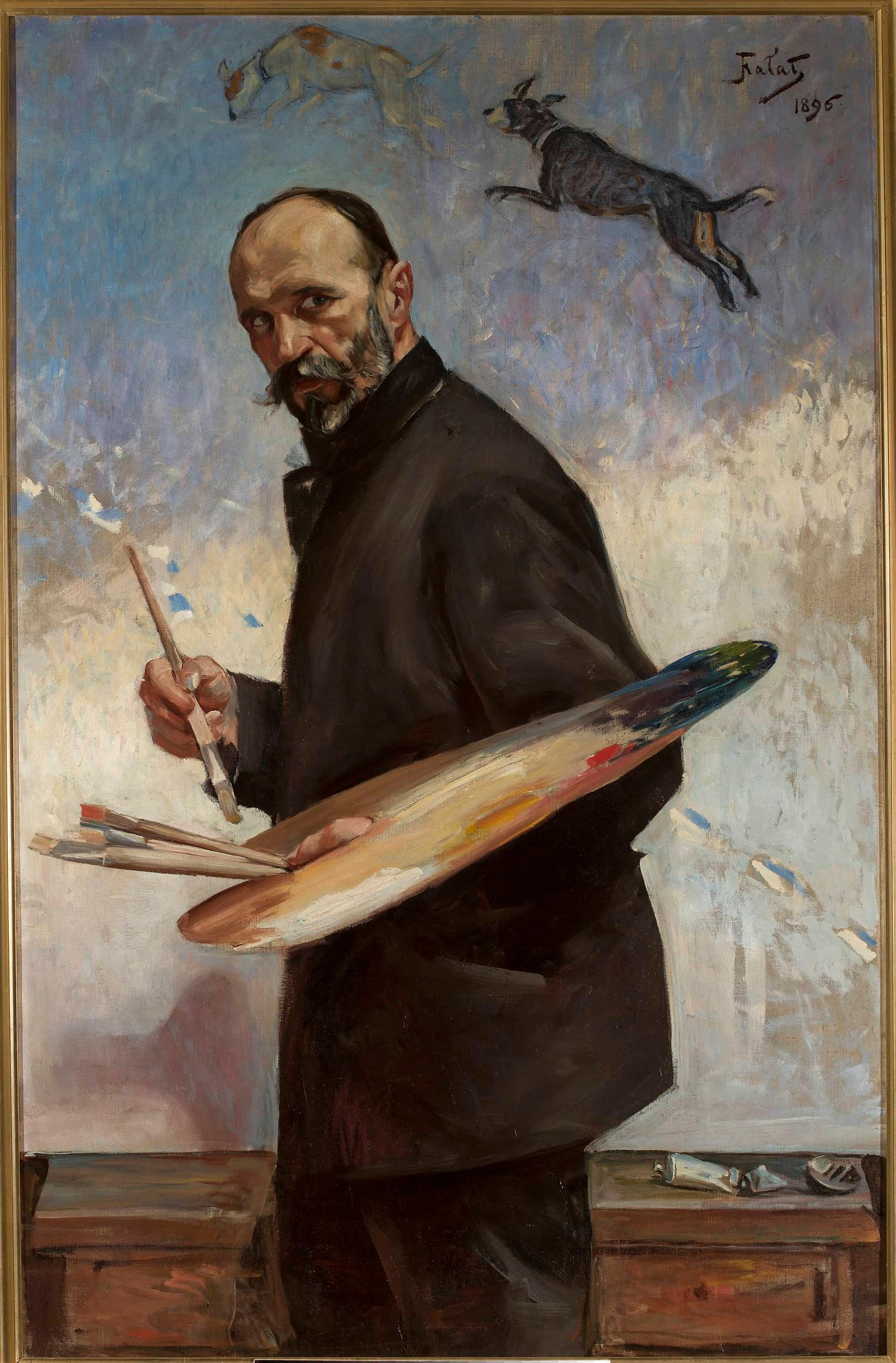
Julian Fałat
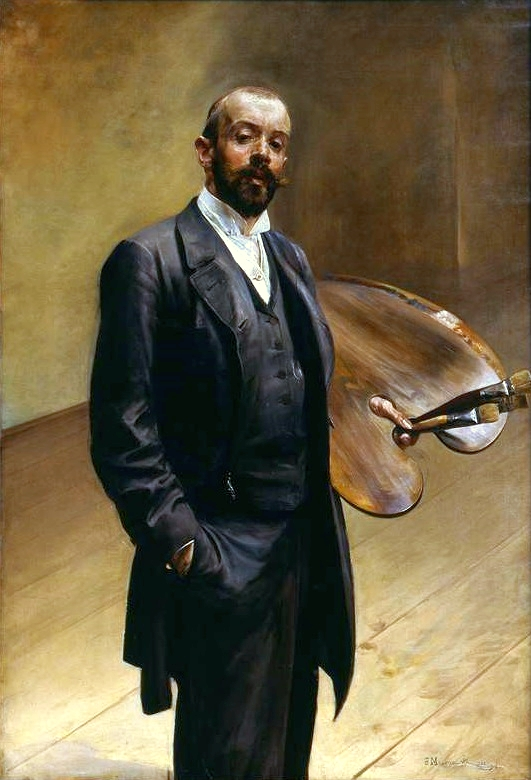
Jacek Malczewski
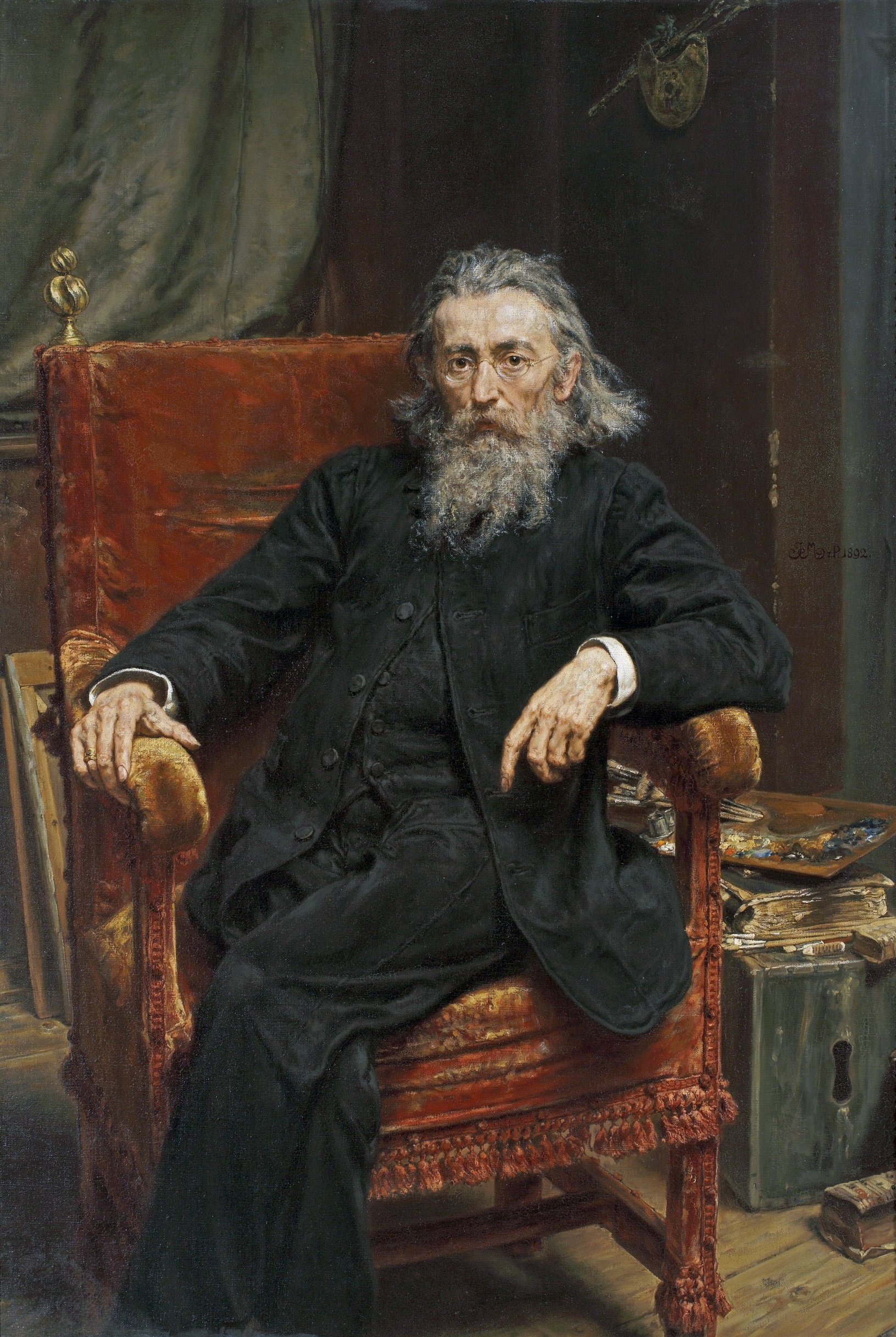
Jan Matejko
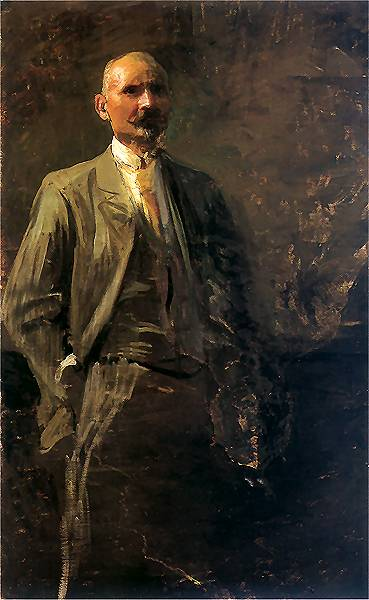
Leon Wyczółkowski
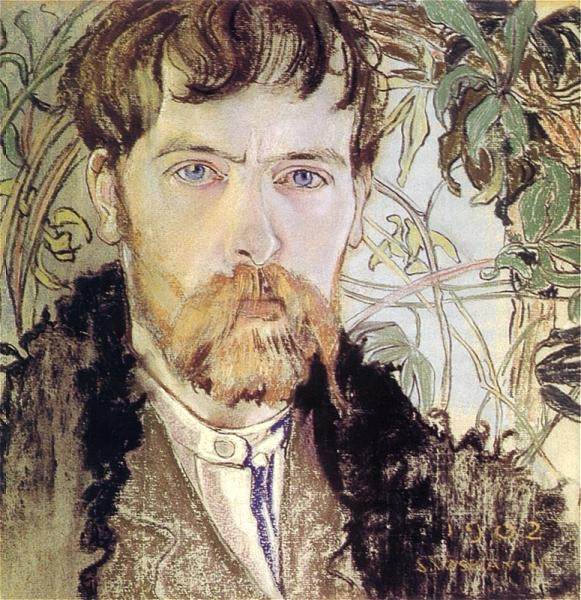
Stanisław Wyspiański
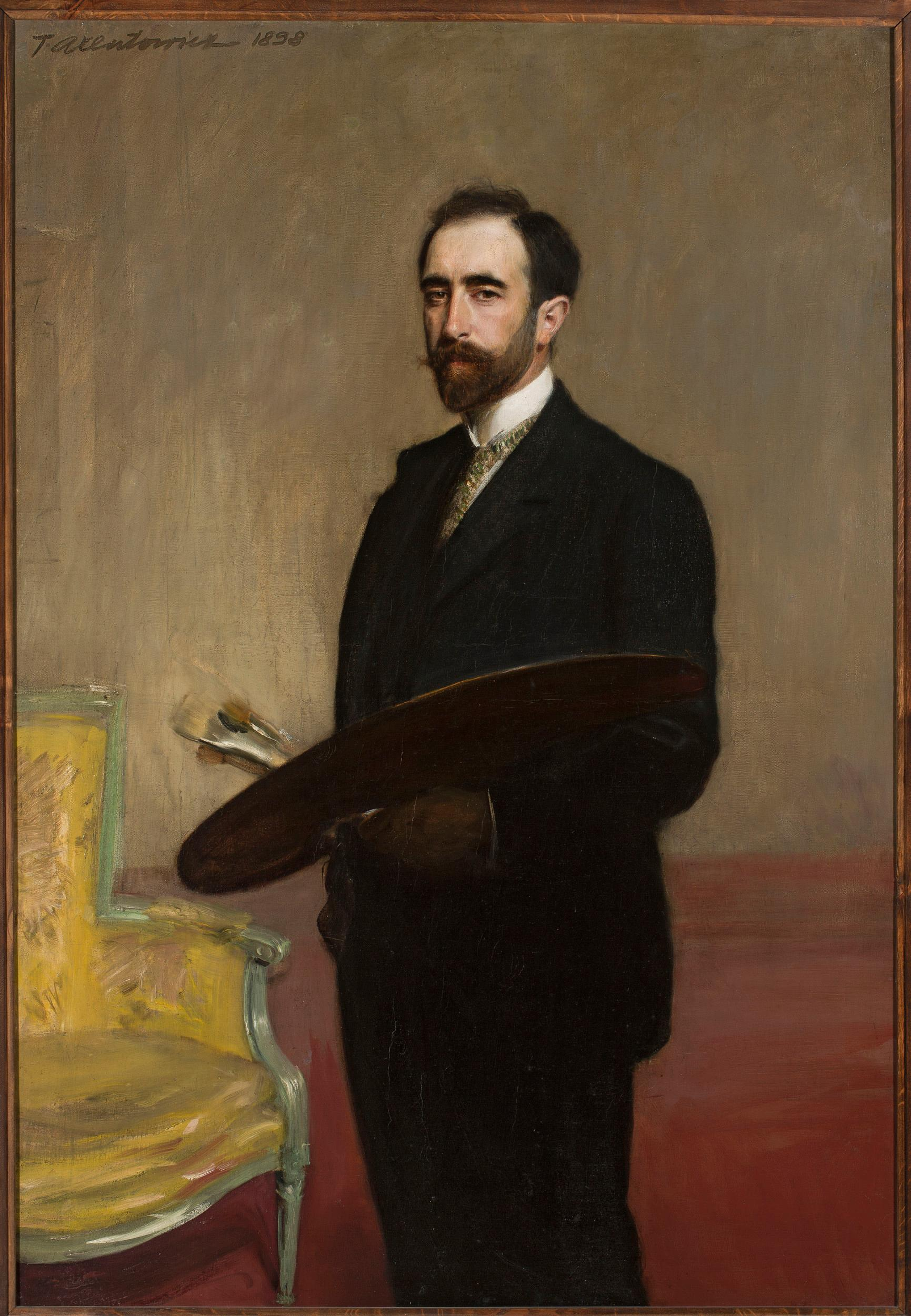
Teodor Axentowicz

## Rectori
Școala de desen și Pictură (director)
- 1873–1893: Jan Matejko
- 1893–1895: Władysław Łuszczkiewicz (p.o.)
- 1895–1900: Julian Fałat

ASP (rector)
- 1900–1909: Julian Fałat (până în 1905 director ASP)
- 1909–1910: Leon Wyczółkowski
- 1910–1911: Teodor Axentowicz
- 1911–1912: Konstanty Laszczka
- 1912–1914: Jacek Malczewski
- 1914–1918: Józef Mehoffer
- 1918–1919: Wojciech Weiss
- 1919–1922: Józef Gałęziowski
- 1922–1927: Adolf Szyszko-Bohusz
- 1927–1928: Teodor Axentowicz
- 1928–1929: Adolf Szyszko-Bohusz
- 1929–1931: Konstanty Laszczka
- 1931–1932: Fryderyk Pautsch
- 1932–1933: Józef Mehoffer
- 1933–1936: Wojciech Weiss
- 1936–1939: Fryderyk Pautsch
- 1945–1949: Eugeniusz Eibisch (pînă în 1947)
- 1949–1950: Zbigniew Pronaszko
- 1950–1951: Zygmunt Radnicki
- 1951–1952: Konrad Srzednicki
- 1952–1954: Mieczysław Wejman
- 1954–1967: Czesław Rzepiński
- 1967–1972: Mieczysław Wejman
- 1972–1980: Marian Konieczny
- 1980–1987: Włodzimierz Kunz
- 1987–1993: Jan Szancenbach
- 1993–1996: Włodzimierz Kunz
- 1996–2002: Stanisław Rodziński
- 2002–2008: Jan Pamuła
- 2008–2012: Adam Wsiołkowski
- 2012–2020: Stanisław Tabisz
- din 2020: Andrzej Bednarczyk